# Конституція Сербії 1835 року
Конституція Князівства Сербія 1835 року (Стрітенський статут) (серб. Устав Кнежевине Србије) — перша конституція сучасної Сербської держави, прийнята 3 (15) лютого 1835 року в Крагуєваці на народній скупщині, яка розпочала роботу в день християнського свята Стрітення, 2 (14) лютого 1835 р. (звідси інша назва конституції).

## Передумови

Князь Мілош Обренович

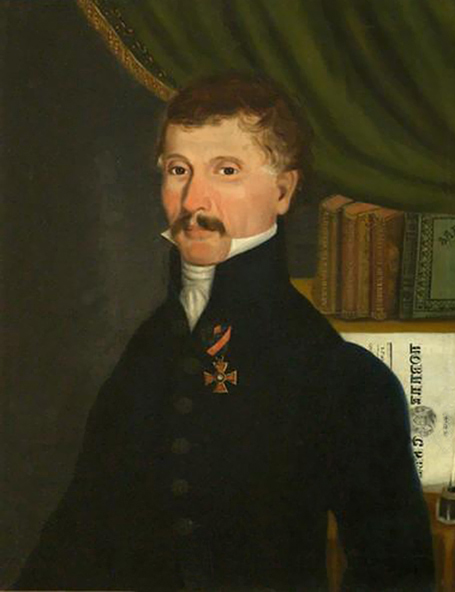
Димитріє Давидович (1789—1838)

30 листопада (12 грудня) 1830 року на Великій народній скупщині був обнародуваний хатишериф османського султана, який визнавав Сербське князівство автономним по відношенню до Османської імперії з незалежним державним управлінням. Одночасно князь Сербії Милош Обренович отримав берат (указ), що давав йому право передавати престол спадкоємцям. Але Мілош уникав визначення власних повноважень, бажаючи мати необмежену владу в країні. Цей намір князя зустрів опір серед великашів<refuniboxВеликаши. Советская историческая энциклопедия. — М.: Советская энциклопедия . Под ред. Е. М. Жукова. 1973—1982. [Архівовано 10 липня 2018 у Wayback Machine.] (рос.)</ref>, які хотіли впливати на державні справи. Також населення Сербії не бажало мати в країні авторитарну тиранію.
На скупщині 1 (13) лютого 1834 року Мілош пообіцяв провести в країні значні законодавчі та адміністративні реформи. Для розробки проекту конституції князь призначив комісію з п'яти міністрів. Але ці міністри були лише княжими чиновниками. Поведінка Мілоша залишалася незмінною, тому опоненти князя приходили до висновку, що лише відкрите невдоволення населення може примусити Мілоша поділитися владою. Серед великашів почала зріти змова. Заколотники, усвідомлюючи в першу чергу лише власні інтереси, бажали зростання і зміцнення особистої влади.
Перед Різдвом 1835 року в Крушеваці в будинку Стояна Сімича зібралися поважні гості. Сімич хрестив сина і запросив князя Мілоша бути хрещеним батьком. Мілош замість себе послав свого старшого сина Мілана. На хрещенні були присутніми кілька відомих людей: Оврам Петронієвич, Мілосав Здравкович Ресавац, Мілета Радойкович, Джордже Протич та Мілутин Петрович Ера. На урочистості серед присутніх склалася змова, на якій домовилися висунути Мілошу вимоги, коли збереться скупщина, і обговорили засоби проти князя, якщо той буде чинити опір їх вимогам. Протич, якого Мілош ще в 1827 році наказав бити 50 разів батогом, запропонував убити Мілоша, інші — лише відсторонити князя від влади. Мілета Радойкович відкинув усі ці пропозиції, пропонуючи обмежити владу Мілоша конституцією, яка також мала скасувати примусову працю, дати людям право на використання лісів і ліквідувати особливі привілеї в експортній торгівлі.
Коли настав час виступу проти князя, тільки Мілеті Радойковичу вдалося зібрати людей, а також ще кілька людей привів з собою Стоян Сімич. Повстанці прибули до столиці Сербії Крагуєваця, де мешкав Мілош. Оврам Петронієвич виступив перед натовпом з промовою. Дехто закликав підняти військо і атакувати Пожареваць, куди сховався князь Мілош, що не наважувався виступити зі зброєю проти повстанців. Але Мілета Радойкович (на честь якого повстання отримало назву Мілетина буна) не погодився на це, вимагаючи лише обмеження князівської влади. Тома Вучич-Перішич запропонував бути посередником між повстанцями та Мілошем. Князь для подальших перемовин направив до заколотників свого секретаря Димитріє Давидовича, після чого 35 делегатів від повстанців у супроводі Давидовича та Вучича вирушили на зустріч з князем Мілошем, щоб передати йому свої вимоги. Вислухавши парламентарів, князь повернувся до Крагуєваця і примирився з керівниками повстання.
Після завершення повстання Мілош, наляканий останніми подіями, погодився ввести в країні конституцію і створити державну раду, яка б мала законодавчу владу. Підготовку проекту конституції князь доручив своєму секретареві Димитріє Давидовичу, одному з найбільш освічених людей у Сербії. Текст конституції Давидович написав всього за двадцять днів, використовуючи як зразки французькі конституційні хартії 1814 і 1830 років, бельгійську конституцію 1831 року, законодавчі акти Швейцарії, Польщі, Нідерландів, Португалії. Для прийняття конституції в Крагуєваці була скликана скупщина.

## Прийняття конституції
Перше засідання скупщини розпочалося до полудня 2 (14) лютого 1835 року, у день свята Стрітення. У зібранні взяли участь 2400 народних представників зі всієї Сербії. Перед початком сесії пройшов молебень, після чого князь Мілош з імпровізованої дерев'яної сцени виступив з промовою: «Из њега ћете видети да су општенародна права који ће сваки Србин уживати, пространо, и онако описана и разграната како ји само човечанство предписује. У њима ћете наћи да је личност сваког Србина слободна, и да је сваки Србин господар од свог имања» (серб.) («Із неї (конституції) побачите всенародний закон, який всякий серб буде вживати… У неї ви знайдете, що особистість кожного серба вільна, і що кожний серб — господар свого майна»). Після тривалого обговорення скупщина ухвалила, що замість раніше діючих різноманітних податків залишається єдиний подушний податок у розмірі 6 талерів на рік.
Наступного дня, 3 (15) лютого, у присутності близько 10 тисяч зацікавлених спостерігачів, більшість з яких були шумадійські селяни, зачитали текст конституції. Депутати скупщини одноголосно затвердили конституцію. Голосування здійснювалося не особисто, а за округами. Після ухвалення Конституції під новим прапором з гербом Сербії князь та депутати скупщини склали присягу. Увечері відбулася театральна вистава, урочистості супроводжувалися феєрверками.
У третій, останній, день скупщини депутати передали князеві заздалегідь підготовлені подарунки — золоту шаблю з написом «Благородна Сербија Књазу Своме Милошу Првом» («Благородна Сербія князеві своєму Мілошу Першому») і прикрашену золоту чашу для вина.

## Зміст конституції

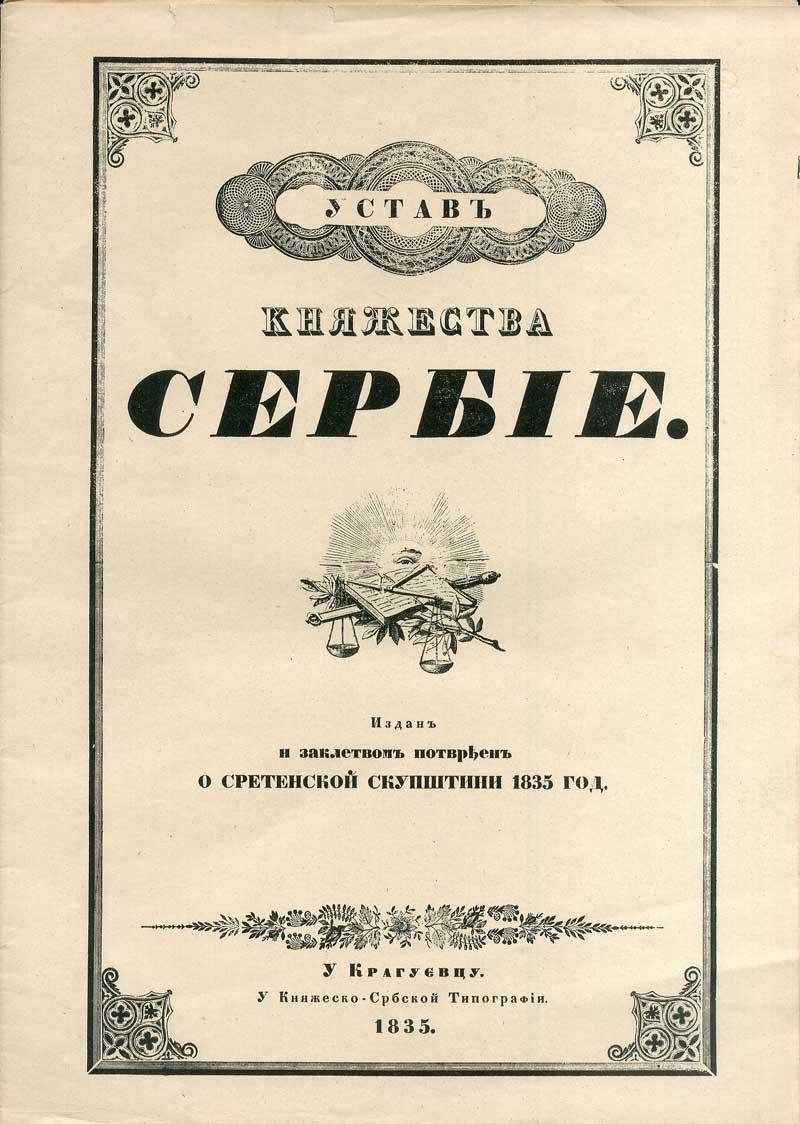
Титульна сторінка Стрітенського статуту

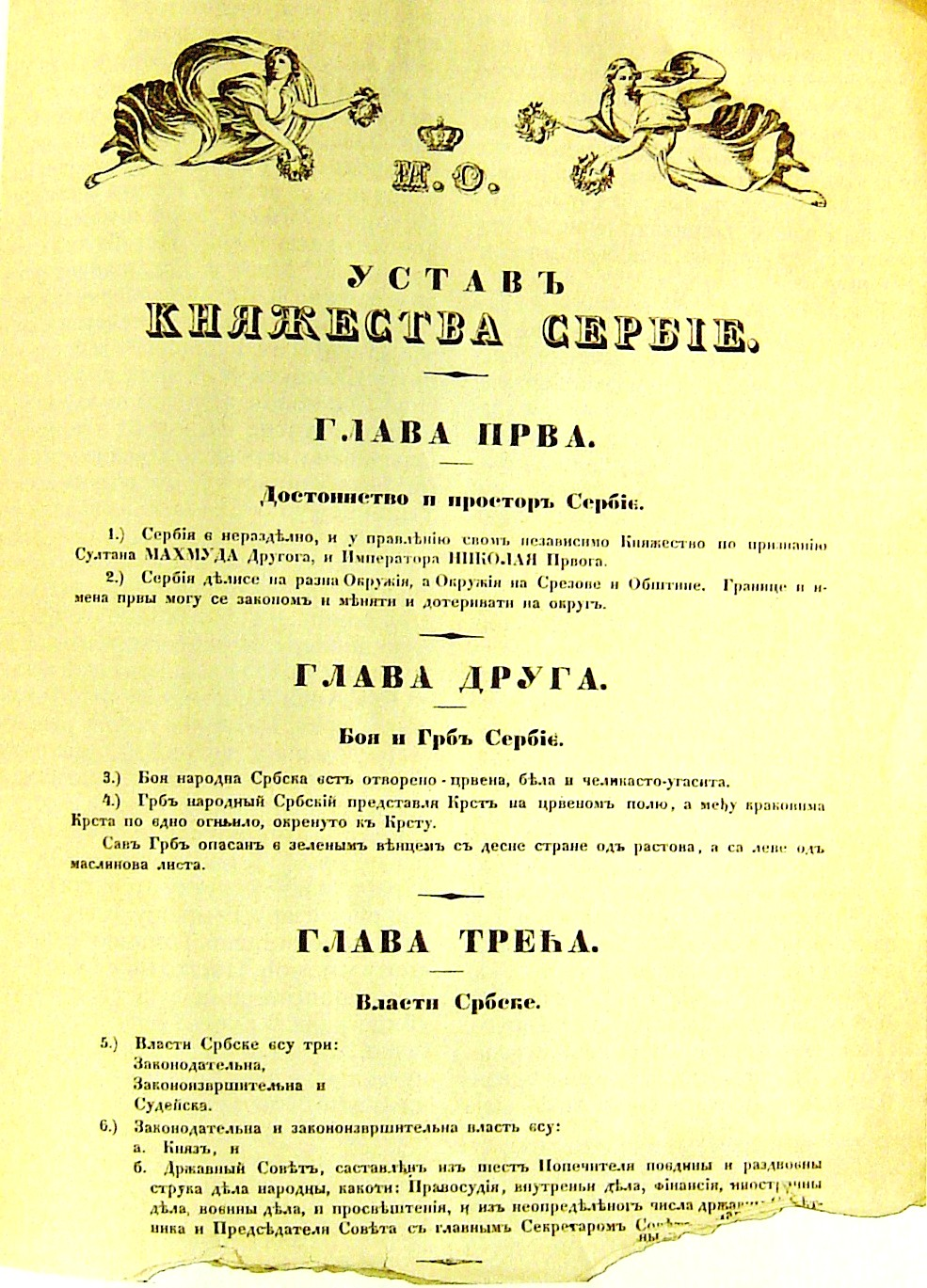
Перша сторінка конституції

Конституція складається з 14 глав, що містять 142 статті.
- Глава перша. Гідність і простір Сербії.
Сербія — неподільне та незалежне князівство, але статус сербської держави залежить від турецького султана і російського царя. Визначається адміністративний поділ країни.
- Глава друга. Прапор і герб Сербії.
Визначаються національні кольори і герб князівства.
- Глава третя. Сербська влада.
У статті 5 проголошується принцип поділу влади на законодавчу, виконавчу та суддівську. Законодавчою і виконавчою владою є князь і Державна Рада. Рада складається з голови, головного секретаря, невизначеного числа державних радників та 6 попечителів (міністрів): правосуддя (юстиції), внутрішніх справ, фінансів, закордонних справ, оборони та освіти.
- Глава четверта. Про законодавство і про те, як воно повинно бути прийнято взагалі.
Жоден закон не має зворотної сили. Закон про податок не може бути виданий без затвердження народної скупщини, яка повинна скликатися щороку і складатися зі 100 найбільш поважних серед населення депутатів. Затверджується порядок прийняття законів. Міністри в рамках функцій власних міністерств виносять на розгляд державної Ради закони та постанови. Рада розглядає проекти і передає їх на затвердження князеві. Князь впродовж 20 днів виносить рішення стосовно нового закону. Князь має право не ухвалювати одразу закон, а двічі його відхилити на доопрацювання. При передачі проекту закону в третій раз князь повинен його затвердити, якщо закон не порушує конституцію та інтереси народу.
- Глава п'ята. Про Князя сербського.
Особа князя свята і недоторканна. Князь не несе відповідальності за будь-які дії. Князь — глава держави. Князем Сербії може бути тільки серб православного віросповідання. Такого ж віросповідання повинні бути княгиня та дружини членів князівської родини. Князь стає повнолітнім при досягненні 20 років. Князь може тримати при собі радників (князівська Рада), але вони не можуть бути одночасно членами державної Ради. У разі відсутності князя, або коли він ще дитина, державна Рада призначає з числа свої членів трьох регентів (намісників), що правлять іменем князя під наглядом державної Ради. Намісники під час свого правління не мають право змінювати конституцію. Визначається порядок наслідування престолу. Детально описується порядок грошового забезпечення князя, членів його родини та його двору. Князь і члени його родини звільняються від податку на будівлю, де мешкають, але повинні платити податок на інше нерухоме майно, як звичайні громадяни. Князь має право помилувати засудженого, нагороджувати гідних, надавати титули.
- Глава шоста. Про державну Раду.
Державна Рада — друга після князя найвища влада в Сербії. Державна Рада обирається князем. Батько та син або два брати не мають права одночасно бути членами Ради. Князь може доручити єдиному попечителеві керувати двома міністерствами. Попечителі не утворюють колегіальний орган — уряд. Кожний міністр зобов'язаний щорічно звітувати державній Раді і князеві, а міністр фінансів ще і народній скупщині. Князь може відсторонити міністра від обов'язків, але міністр залишається членом Ради. Засідання державної Ради є таємними. Рішення державної Ради має силу, якщо були присутні голова Ради разом з секретарем і не менш ніж 4 міністри та 4 радники. Радники несуть відповідальність за кожну пораду, яку надають князю, відповідають за порушення конституції, прав громадян. Навпаки радник не несе відповідальність за власну думку при обговоренні будь-якого закону. Член державної Ради складає присягу князеві.
- Глава сьома. Судова влада.
Правосуддя чиниться іменем князя. Судова влада має три інстанції: 1) окружні суди, 2) Верховний суд (апеляційний), 3) міністерство правосуддя у складі державної Ради (остання інстанція). Декларується принцип незалежності судової системи. Суддя ухвалює рішення, керуючись тільки зводом сербських законів. Суддя не залежить не від кого в Сербії при визначенні вироку. Будь-яка влада в Сербії не має права наказувати судді судити інакше, ніж вимагає закон.
- Глава восьма. Про народну скупщину.
У народну скупщину обираються 100 найбільш поважних депутатів старше 30 років зі всіх округів Сербії. Кожний депутат посилається до скупщини за рахунок тих, хто його делегує. Скупщина скликається князівським указом один раз на рік на Юр'їв день, але може збиратися частіше при необхідності. Розпускається скупщина також князівським указом. Без ухвали народних зборів не може бути прийнятий жоден новий податок. Річне забезпечення князя не можна збільшити без погоджень зі скупщиною, але без дозволу князя воно не може бути зменшене. Народна скупщина не має права законодавчої ініціативи, лише виступає з пропозиціями до князя і державної Ради, а також може скаржитися князеві на Раду, якщо її члени порушили конституцію.
- Глава дев'ята. Про церкву.
Главою Сербської православної церкви є митрополит Сербський. Кількість архієреїв визначається потребами богослужіння. Митрополит і архієреї підтверджують положення конкордату, укладеного з Патріархом Константинопольським. Ні митрополит, ні духовенство не може займати інші посади. Тільки митрополит або, при необхідності, архієреї можуть бути викликані до князя або державної Ради як радники в церковних справах. У Сербії кожен має право на свободу віросповідання.
- Глава десята. Про фінанси.
Доходами та витратами Сербського князівства займається міністерство фінансів. Податки з населення збираються двічі на рік: між Юр'євим днем (23 квітня за старим стилем) та Дмитровим днем (26 жовтня за ст. ст.) і між Дмитровим днем та весняним Юр'євим днем. Міністерство фінансів не має права підвищувати податки без дозволу народної скупщини. Міністерство фінансів не може брати кредити без дозволу князя, державної Ради та народної скупщини.
- Глава одинадцята. Права громадян Сербії.
Громадянином Сербії може вважатися будь-який серб за походженням або людина, яка народилась у Сербії, будь-яка особа, що на момент прийняття цієї конституції, перебувала на державній сербській службі чи належала до сербського духовенства, будь-хто, хто мешкає в Сербії понад 10 років або має нерухоме майно в країні. Визначається порядок отримання громадянства іноземцями. Усі громадяни Сербії рівні перед законом і мають однакові права: недоторканність особи, право на законний суд, свобода пересування і вибору місця проживання, недоторканність житла, право на вибір професії, право вільно розпоряджатися власним майном та землею, що володіє. Ліси та гори є всенародним надбанням, і кожний може ними користуватись. Кожен ув'язнений впродовж 3 днів має знати, в чому його звинувачують. Ніхто не може бути вдруге засуджений чи покараний за злочин, за який уже був засуджений або виправданий. Раб, що вступив на сербську землю, стає вільною людиною. Серб може купити раба, але не продавати. Кожний громадянин може вільно вести внутрішню та зовнішню торгівлю. Водночас усі громадяни Сербії мають однакові обов'язки: захищати батьківщину, брати участь у виборах, платити щороку податок, брати участь у громадських роботах, як то будівництво мостів чи розчищення доріг. Громадяни звільняються від примусової праці на користь чиновників, але якщо, при необхідності, уряд залучає до громадських робіт, за це громадянин буде отримувати платню. Без дозволу князя громадянин не може перейти на іноземну службу або отримувати від іноземних країн зарплату та нагороди. Офіційною мовою в судах та адміністративних органах є сербська.
- Глава дванадцята. Права чиновників.
Чиновники відповідають за все, що входить у коло їх обов'язків. Чиновники призначаються князем на все життя, але посада не є спадкоємною. Чиновник може бути переведений в інше місце на ту ж саму посаду або на іншу більш високу посаду, але понижений на посаді або взагалі звільнений — тільки за рішенням суду. Чиновник має право на пенсію в розмірі половини зарплати за бездоганну службу впродовж 15 років і в розмірі всієї зарплати — впродовж 25 років. Чиновникам не дозволяється займатися торгівлею та ремеслами.
- Глава тринадцята. Зміни та доповнення до конституції Князівства Сербія.
Для внесення змін у чинні статті конституції або доповнення новими статтями князь та державна Рада скликають народну скупщину і доводять депутатам необхідність змін. Скупщина правомочна ухвалити рішення за наявності на зібранні ¾ від загальної кількості депутатів, причому зміни у конституції затверджуються, якщо за них проголосували дві третини від числа присутніх депутатів.
- Глава чотирнадцята. Заключна.
Конституція вступає в дію від дня прийняття, 3 лютого 1835 року.

## Наслідки
Конституцією впроваджувався в країні новий політичний орган — державна Рада, завдяки якої сербські великаші змогли обмежити абсолютну владу князя. Державна Рада стала своєрідним олігархічним владним органом. Вона отримала законодавчу, виконавчу та судову владу. У перший склад Державної Ради ввійшли, як «дійсні державні радники», Коца Маркович (голова Ради), Йосиф Мілосавлєвич, Тома Вучич-Перішич, Мілосав Здравкович Ресавац, Михайло Герман, Джордже Протич і Ранко Майсторович. Державними радниками князь призначив Джордже Парезана, Янічиє Джурича, Цветко Раєвича і Тодора Хербеза. Головним секретарем ради став Стефан Радічевич. На посади п'яти попечителів (міністрів) отримали призначення: Лазар Теодорович (міністр юстиції), автор конституції Димитріє Давидович (міністр внутрішніх справ і міністр освіти), Оврам Петронієвич (міністр закордонних справ), Олекса Сімич (міністр фінансів) і Мілета Радойкович (міністр оборони). Уставобранітелі — противники князя — зайняли високі посади в державному управлінні.
Османська та Російська імперії виступили проти конституції. Сербське князівство було на той час васалом Османської імперії, але князь не погоджував свої наміри стосовно конституції з Портою. Із приводу прийняття конституції прозвучав коментар: «французький розплідник у турецькому лісі» (А. П. Бутеньов, російський посол у Константинополі). Австрія, яка не мала власної конституції, також висловлювалася проти сербської конституції. Князь Мілош власне сам не був задоволений існуванням закону, що обмежував його авторитарну владу. Скориставшись тиском великих держав, князь скасував конституцію вже через місяць після її оприлюднення, 17 березня 1835 року.
Однак скасування конституції через тиск зовнішніх сил не означав кінець сербського шляху до розробки основного правового акта держави. Навпаки, уже в квітні 1835 року сформувалася редакційна комісія нової конституції, куди ввійшли Оврам Петронієвич, Йокса Мілосавлєвич, Олекса Сімич, Джордже Протич, Яков Живанович і Стефан Радічевич. Створений ними проект конституції надійшов до Константинополя на розгляд. Сербський проект став основою конституції, яка у вигляді султанського хатишерифа була прийнята 10 (22) грудня 1838 року.

## Значення конституції
Стрітенський статут став першою конституцією сучасної сербської держави і третьою в сербській історії в цілому. Сербія в 1835 році була єдиною країною на Балканах, що мала конституцію. У статуті знайшли вираження потреби сербського суспільства: національне визволення, злам авторитарного правління монарха, знищення залишків феодалізму: скасування рабства, відміна примусової праці, сільські ліси стають загальнодоступними, надання права вільно розпоряджатися власною землею. У статтях конституції відчувався вплив найбільш важливого досягнення французької революції —  Декларації прав людини і громадянина. Однак у конституції поки ще не були прописані політичні права. Сербська конституція 1835 року зайняла почесне місце в ряду перших ліберальних конституцій Європи.